# Georg Wilhelm Pabst
Georg Wilhelm Pabst (ur. 25 sierpnia 1885 w Raudnitz, zm. 29 maja 1967 w Wiedniu) – austriacki reżyser i scenarzysta filmowy, związany z ruchem artystycznym Nowej Rzeczowości (Neue Sachlichkeit).

## Życiorys i kariera
Był synem pracownika kolei Augusta Pabsta (1853–1926) i jego żony Elisabeth (Elli) z domu Noë (1864–1953). Dorastał w Wiedniu, tam uczęszczał do szkoły podstawowej i szkoły realnej. Zamierzał kształcić się na oficera, ale przeszkodziła temu jego wada wzroku (krótkowzroczność). Postanowił więc studiować w wiedeńskim konserwatorium, jak jego siostra Viola (1883–1971). Uczęszczał do niego od 1901 do 1903 roku. Potem był związany z wieloma teatrami, m.in. Kurtheater Baden koło Zurychu, w St. Gallen i w Salzburgu, przez dwa lata podobno grał 161 różnych ról. Następnie pracował w Dortmundzie, Norymberdze i Wiedniu. W 1911 roku odwiedził Nowy Jork i tamtejszy Deutsche Volkstheater, w 1912 zadebiutował w nim jako reżyser teatralny. Gdy rozpoczęła się I wojna światowa, przebywał we Francji i został internowany na cztery lata w obozie pod Brestem.
W 1921 dzięki niemieckiemu reżyserowi Carlowi Froelichowi Pabst otrzymał pracę w przemyśle filmowym. Froelicha poznał w Wiedniu, gdzie ten robił zdjęcia do filmu przygodowego Im Banne der Kralle (w którym Pabst dostał małą rolę). Był też akcjonariuszem firmy producenckiej Froelich-Film GmbH. W październiku 1921 był asystentem reżysera kręconego w Austrii filmu Der Taugenichts. Pod koniec 1922 roku wytwórnia Froelicha wyprodukowała reżyserski debiut Pabsta, filmowany w Berlinie Skarb (Der Schatz).
Duża część filmów Pabsta dotyczyła pozycji kobiety w niemieckim społeczeństwie; tematykę tę podejmowały Zatracona ulica (Die freudlose Gasse, 1925) z Gretą Garbo i Astą Nielsen, Tajemnice duszy (Geheimnisse einer Seele, 1926) z Lili Damitą, Miłość Joanny Ney (Die Liebe der Jeanne Ney, 1927) z Brigitte Helm, Puszka Pandory (Die Büchse der Pandora, 1928) i Dziennik upadłej dziewczyny (Tagebuch einer Verlorenen, 1929) z Louise Brooks. Był współreżyserem (z Arnoldem Fanckiem) filmu Białe piekło (Die weiße Hölle vom Piz Palü, 1929), w którym wystąpiła Leni Riefenstahl. Tajemnice duszy uważane są za jeden z pierwszych filmów udanie wprowadzających do filmu teorię psychoanalizy – współautorami scenariusza byli psychoanalitycy Hanns Sachs i Karl Abraham.
Na polu filmu dźwiękowego zadebiutował obrazem Front zachodni 1918 (1930), kolejnymi były Opera za trzy grosze (1931) i Braterstwo (Kameradschaft, 1931). W 1932 Pabst wyreżyserował w Afryce Północnej ekranizację powieści Pierre Benoita Atlantyda w 1932, w trzech wersjach językowych – niemieckiej, angielskiej i francuskiej (Die Herrin von Atlantis, The Mistress of Atlantis i L’Atlantide). W 1933 jego film Don Kichot również wszedł na ekrany w trzech wersjach językowych.
W 1931 został przewodniczącym organizacji zrzeszającej niemieckich filmowców, Dachorganisation der Filmschaffenden Deutschlands e.V. (DACHO).
W 1933 wyjechał do Stanów Zjednoczonych, gdzie zrealizował film A Modern Hero (1934), a potem do Francji, gdzie powstał obraz Mademoiselle Docteur (1936). W 1938 miał zamiar emigrować do Stanów, wyjechał do Austrii pożegnać się z rodziną i tam zastał go wybuch II wojny światowej. W nazistowskich Niemczech powstały dwa jego filmy, nakręcone dla Bavaria Film: Komedianci (Komödianten, 1941) i Paracelsus (1943).
W 1953 we Włoszech wyreżyserował cztery opery: Moc przeznaczenia dla Maggio Musicale Fiorentino, Aidę z Marią Callas w roli tytułowej dla Arena di Verona Festival, a także Trubadura i raz jeszcze Moc przeznaczenia.
W 1948 roku wyreżyserował piętnujący antysemityzm film Proces, zaprezentowany w sekcji konkursowej na 9. MFF w Wenecji.
W 1957 rozpoznano u niego cukrzycę, potem chorobę Parkinsona. Krótko po ukończeniu filmu Durch die Wälder, durch die Auen miał udar mózgu i zmarł. Pochowany na Cmentarzu Centralnym w Wiedniu (kwatera 32 C, grób 31). W 1968 na jego cześć nazwano ulicę w dzielnicy Wiednia Favoriten (Georg-Wilhelm-Pabst-Gasse).
Był żonaty z Gertrudą Hennings (1924), mieli dwóch synów, Petera (1924–1992) i Michaela (ur. 1941). Peter Pabst po II wojnie światowej współpracował z ojcem jako asystent reżysera, potem został redaktorem w Bayrischer Rundfunk. Dalszym krewnym G.W. Pabsta był Václav Havel.
G.W. Pabst i jego film Białe piekło zostali kilkakrotnie wspomniani w dialogach filmu Quentina Tarantino Bękarty wojny (2009).

## Nominacje i nagrody
- 1939: MFF w Wenecji – Brązowy Medal za Jeunes filles en détresse
- 1941: MFF w Wenecji – Złoty Medal za reżyserię Komediantów
- 1948: MFF w Wenecji – nominacja do Złotego Lwa za Proces
- 1963: Deutscher Filmpreis za całokształt twórczości

## Filmografia

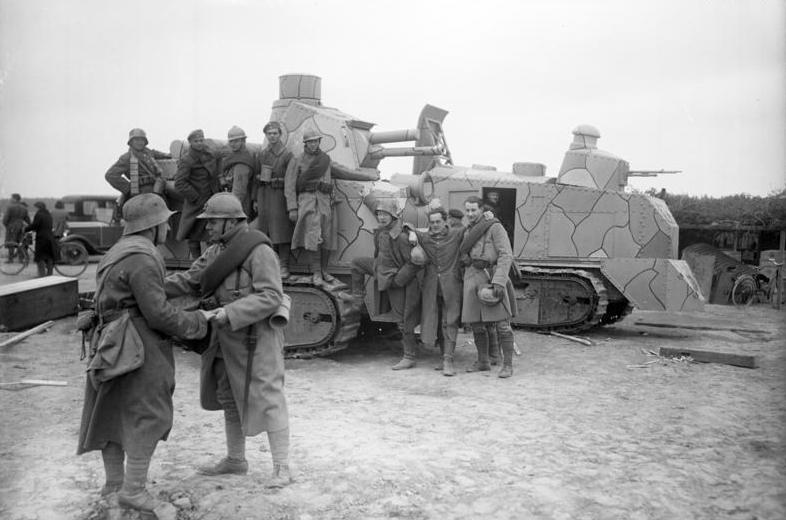
Zdjęcia do filmu Front zachodni 1918 (1930)

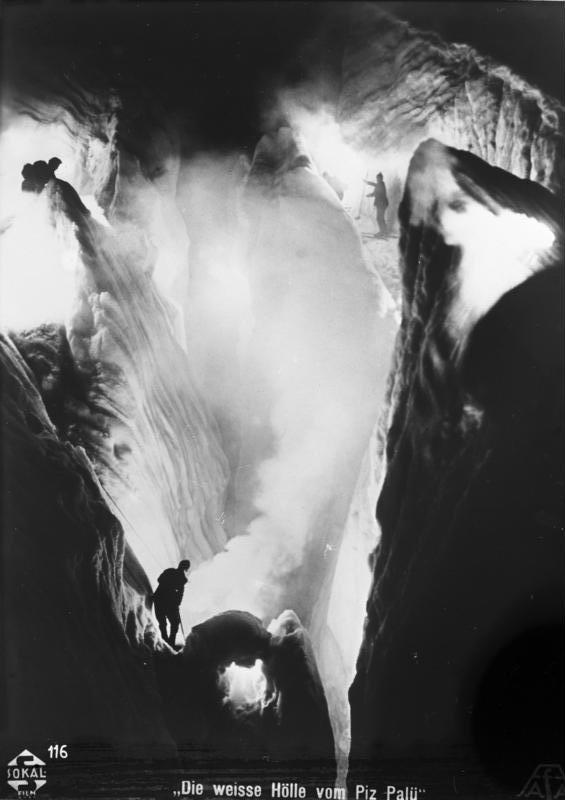
Plakat filmu Białe piekło (1929)

### reżyser
- 1923 Skarb (Der Schatz)
- 1924 Hrabina Donelli (Gräfin Donelli)
- 1925 Zatracona ulica (Die freudlose Gasse)
- 1926 Geheimnisse einer Seele
- 1926 Man spielt nicht mit der Liebe
- 1927 Miłość Joanny Ney (Die Liebe der Jeanne Ney)
- 1928 Abwege
- 1929 Puszka Pandory (Die Büchse der Pandora)
- 1929 Dziennik upadłej dziewczyny (Dusze bez steru, Tagebuch einer Verlorenen)
- 1929 Białe piekło (Die weiße Hölle vom Piz Palü) (razem z Arnoldem Fanckiem)
- 1930 Front zachodni 1918 (Westfront 1918: Vier von der Infanterie)
- 1930 Skandal um Eva
- 1931 Opera za trzy grosze (Die Dreigroschenoper)
- 1931 L'opéra de quat'sous
- 1931 Braterstwo (Kameradschaft / La tragédie de la mine)
- 1932 Die Herrin von Atlantis
- 1932 L'Atlantide
- 1932 The Mistress of Atlantis
- 1933 Don Kichot (Don Quichotte)
- 1933 Don Quixote
- 1933 Du haut en bas
- 1934 A Modern Hero
- 1936 Byłam szpiegiem (Mademoiselle Docteur)
- 1938 Le drame de Shanghai
- 1939 Jeunes filles en détresse
- 1941 Komedianci (Komödianten)
- 1943 Paracelsus
- 1945 Der Fall Molander (nieukończony)
- 1948 Proces (Der Prozeß)
- 1949 Geheimnisvolle Tiefe
- 1953 La voce del silenzio
- 1953 Cose da pazzi
- 1954 Das Bekenntnis der Ina Kahr
- 1955 Ostatni akt (Der letzte Akt)
- 1955 Es geschah am 20. Juli
- 1956 Róże dla Bettiny (Rosen für Bettina)
- 1956 Durch die Wälder, durch die Auen

### scenarzysta
- 1922 Luise Millerin
- 1923 Skarb (Der Schatz)
- 1929 Puszka Pandory (Die Büchse der Pandora) [niewymieniony w napisach]
- 1930 Prix de beauté (Miss Europe)
- 1933 Don Kichot (Don Quichotte)
- 1936 White Hunter
- 1941 Komedianci (Komödianten)
- 1949 Duell mit dem Tod
- 1953 La voce del silenzio

### Artykuły
- Le Muet et le Parlant. W: Cinéma-Ciné, neue Serie, Nr 118, 1 października 1928.
- Realität des Tonfilms. W: Film-Kurier, Sondernummer „Zehn Jahre Film-Kurier”, 1 czerwca 1929
- Politique et Culture. W: Je suis partout, Nr 462, 19.1.1933. (Les idées de Pabst sur le cinéma; Interview von Louis Gerbe).
- Film und Gesinnung. W: Felix Henseleit (ed.): Der Film und seine Welt. Reichsfilmblatt-Almanach 1933. Berlin: Photokino 1933, s. 98-99.
- Misere del Regista. W: L’Italia Letteraria (2 lutego 1935)
- Servitude et Grandeur de Hollywood. W: Le Rôle Intellectuel du Cinéma. Paris: Institut International de Coopération Culturelle 1937 (Cahiers 3), s. 251-255; Przedruk w: Barbaro-Chiarini: Problemi del Film, Bianco et Nero, numero speciale, Nr 2, 1939.
- Censor the Censor! W: Sight and Sound, Winter 1938/39. (wywiad)
- Le Réalisme est un passage. W: Revue du cinéma, Nr 18, październik 1948, s. 55.
- Il cinema, domani. W: Cinema, nuova serie, Mailand, 15 grudnia 1949
- Über zwei meiner Filme. W: Filmkunst, Wien, Jahresband 1960, s. 20-26